# Kirżacz (rzeka)
Kirżacz (ros. Киржа́ч) – rzeka w europejskiej części Rosji o długości 133 km. Jest lewym dopływem Klaźmy. Przepływa przez rejony kirżacki i petuszyński obwodu włodzimierskiego oraz oriechowo-zujewski obwodu moskiewskiego.